# Klunkhytte skans

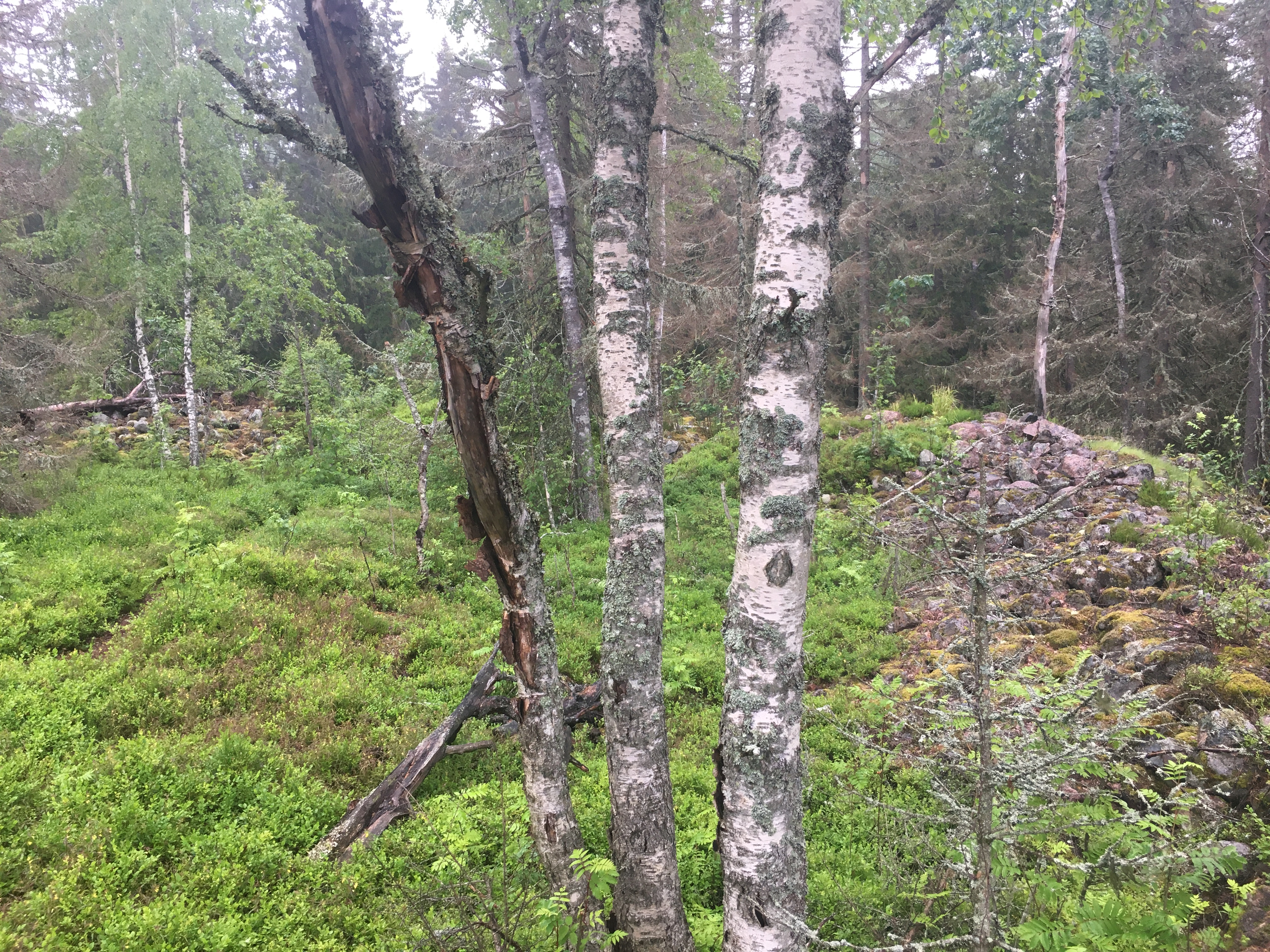
Södra muren sedd inifrån borgområdet.

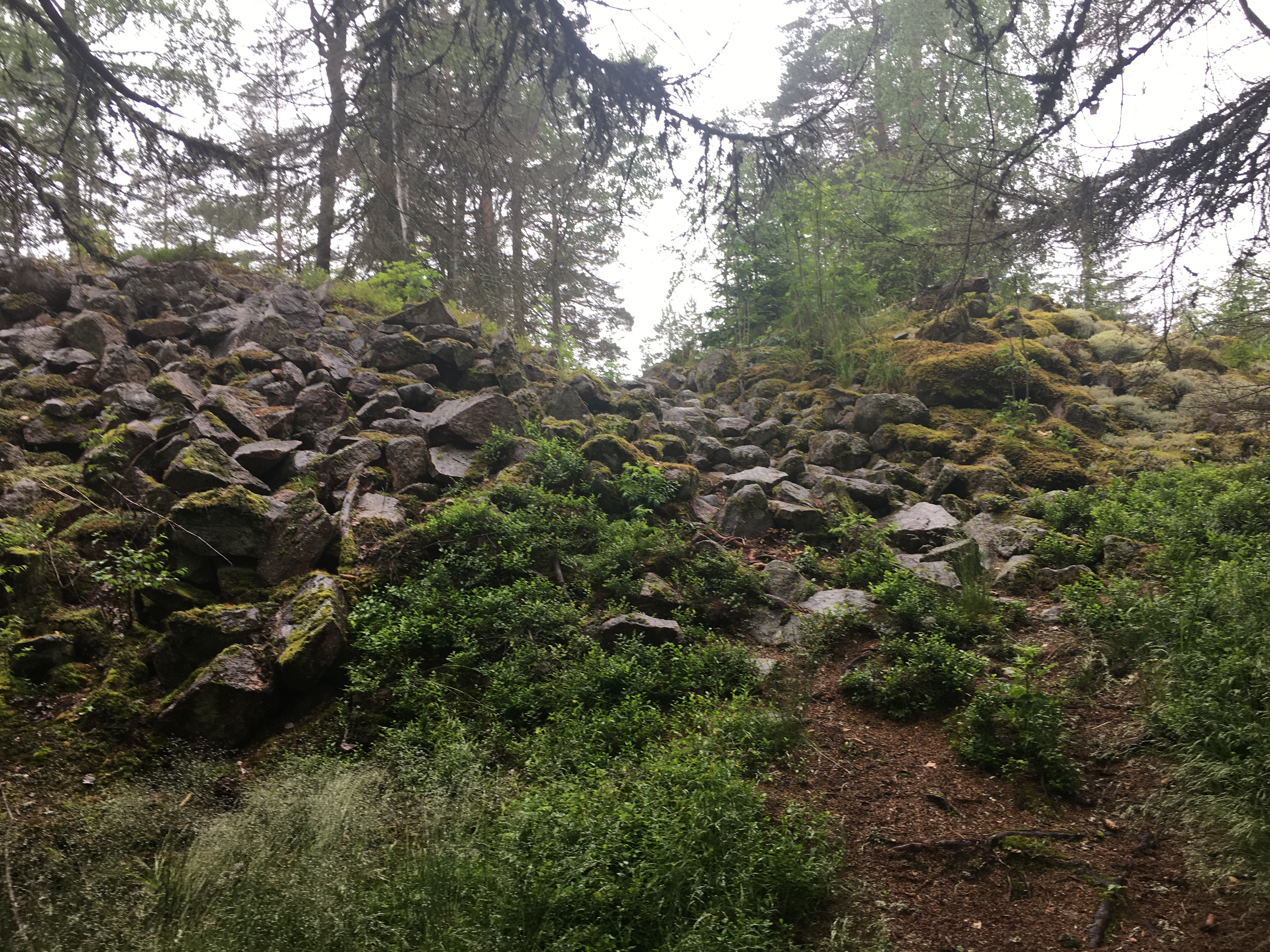
Rester av muren vid ingången till fornborgen från södra sidan.

Klunkhytte skans är en fornborg i Kilsbergen i Hidinge socken i Lekebergs kommun, Närke.  
Borgen ligger på en skogbevuxen bergsrygg, som avgränsas av flera bergsbranter med mellanliggande branta, blockrika sluttningar samt två stenvallar. Vallarna är 70/35 meter långa, 8-15/7-10 meter breda och 3-6/1  meter höga. Borgens storlek är cirka 180 x 80 meter.
Området blev domänreservat redan på 1940-talet, men är nu ett naturreservat under Länsstyrelsen. Naturskogen har skött sig själv utan mänsklig påverkan i mer än 50 år. Därför finns  gamla och döende träd ofta med spår efter hackspettar.
Fornborgen dateras till järnåldern av Länsstyrelsen utan närmare tidsangivelse. Överblicken från platsen är god och de branta sluttningarna gav borgen skydd tillsammans med de halvcirkelformade stenmurarna.  En ingång fanns i nordost.
Bergslagsleden passerade tidigare nära fornborgen. Från vindskyddet vid sjön Lilla Tväggelåten kan man göra en utflykt på cirka 2 kilometer om man vill besöka borgen. Längs Kilbergen finns tolv fornborgar med samma byggteknik. Borgbyggarna utnyttjade stup och byggde stenmurar mot övriga riktningar. Murarna kan ha varit utrustade med en träpalissad. Fornborgen kan ha varit böndernas försvarsplats för en bygd. Borgarna låg intill viktiga farleder, som kunde vara vägar eller vattendrag. De kan ha varit bevakningsplatser. Nuvarande E 18, som går strax i närheten av Klunkhytte skans, har varit en mycket gammal led genom Kilsbergen.

## Borgarna i Kilsbergen enligt Hofberg
Herman Hofberg beskriver 1868 i Nerikes gamla minnen  att i de vilda, skogiga bergstrakter, som omger Närkes slättbygd finn 18 borglämningar, nämligen 2 på Käglan, 6 på Kilsbergen, 2 på Tiveden och 8 inom Tylöskogens område. Han ser borgarna inte som försvarsborgar utan som rövarnästen. Borgarna i Kilsbergen finns i Kils socken 2 stycken, en liten borg på Klockhammars skog och en stor på Ullaviklint; två i Tysslinge socken, den ena  sydväst om Garphyttans bruk, på Kanterboda utmark, och den andra på kronoparken Slottsallmänningen, vid östra stranden av Gilsåsasjön. Längre västerut Kilsbergen träffar man nästa borg i Hidinge socken i Klunkhytteskog (borgen denna artikel handlar om) norr om Lekhytte gästgivaregård ; och slutligen de så kallade. Borgarsjöskansar på Vekhytte mark i Kvistbro socken.